# خورخي غرانت
خورخي غرانت (بالإنجليزية: Jorge Grant) هو لاعب كرة قدم بريطاني، ولد في 26 سبتمبر 1994 في بانبوري في المملكة المتحدة. لعب مع نادي لوتون تاون ونوتينغهام فورست.

## وصلات خارجية
- خورخي غرانت على موقع الاتحاد الأوربي (الإنجليزية)
- خورخي غرانت على موقع قاعدة بيانات كرة القدم.إي يو (الإنجليزية)
- خورخي غرانت على موقع Soccerbase.com (لاعب) (الإنجليزية)
- خورخي غرانت على موقع Soccerway.com (الإنجليزية)
- خورخي غرانت على موقع عالم كرة القدم.نت (الإنجليزية)